# Pecséttan

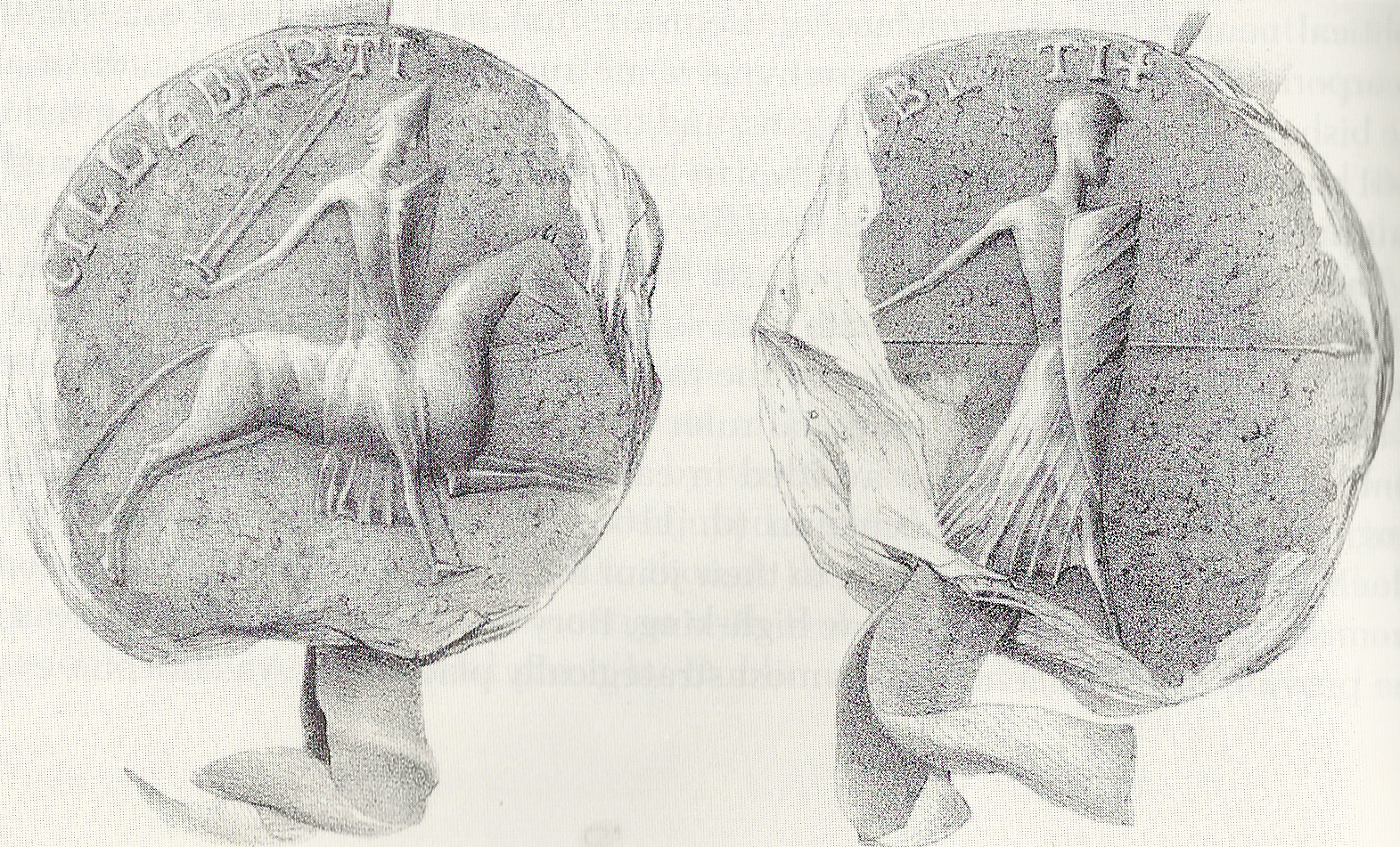
Pembroke grófja (1130–1176) pecsétjéről készült 19. századi rajz

A pecséttan, latin eredetű nevén szigillográfia, görög eredetű névvel szfragisztika, az a tudományág, amely mind a dokumentumok hitelesítésére használt viasz-, ólom-, agyag- és egyéb pecséteket, valamint azok lenyomatait tanulmányozza. Nemcsak a pecsétek és lenyomatok művészi tervezésének és előállításának szempontjait vizsgálja, hanem figyelembe veszi azokat a jogi, adminisztratív, intézményi és társadalmi kontextusokat is, amelyekben felhasználásuk történt. A történelem egyik segédtudományaként tartják számon, mely kapcsolódik a pecsét hitelesítő funkciója kapcsán a diplomáciához, feliratai okán a paleográfiához, epigráfiához, képi ábrázolása alapján a heraldikához, numizmatikához, a társadalomtörténethez és a művészettörténethez is.
A 18. században megszületett pecséttan kutatói, a szigillográfusok a pecsétek legősibb használatától – az ókori keleti államokban már az i. e. IV–III. évezredben – napjainkig tanulmányozzák a hitelesítésnek ezt a módozatát.

## Etimológia
A szigillográfia szó a latin sigillum szóból származik, amely 'pecsétet' jelent, és a görög γραφή utótagból, aminek jelentése 'leírás'. A kifejezést olasz nyelven (sigillografia) gyakorlatilag Anton Stefano Cartari alkotta meg 1682-ben. Az angol nyelvbe jóval később került be: az Oxford English Dictionary által kiadott legkorábbi példányok, melyekben már szerepel a szigillográfia kifejezés, 1879-ből és amelyekben a szigillográfus  kifejezés is megjelenik, 1882-ből valók. Az alternatív kifejezés, a szfragisztika a görög σϕρᾱγίς szóból származik, jelentése 'pecsét': ezt a szót először 1836-ban jegyezték fel angolul. A magyar nyelvben a 'pecsét' szó nagy valószínűséggel valamilyen szláv gyökerekkel rendelkezik, így a tudományág magyar neve is részben szláv eredetű.

## Története

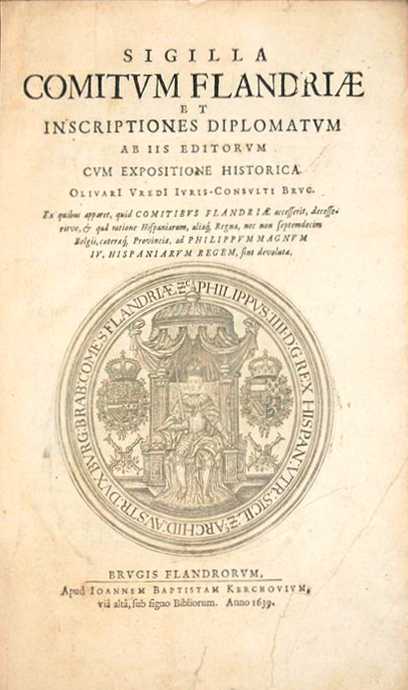
Olivier de Wree Sigilla comitum Flandriae c. könyvének borítólapja (1639)

A 18. században megszületett tudomány megalkotójának a német teológust, Johann Michael Heinecciust tekintik. Bár a pecsétek történelmi használatát a kutatók már a 15. században kezdték feljegyezni és tárgyalni, köztük Thomas Elmham bencés szerzetes és az Anglia történetét az ókortól VII. Henrik koráig megíró John Rous történész. A 16. és 17. században a pecsétek tanulmányozása már meglehetősen elterjedtté vált az anikváriusok körében. Figyelemre méltó korai kutatói és gyűjtői voltak az angol Robert Glover, John Dee, Sir Robert Cotton és a francia Nicolas-Claude de Peiresc. 
A pecsétekről szóló első közreadott értekezések közé tartozott Giorgio Longo De anulis signatoriis antiquorum (Milánó, 1615), a németalföldi tudós, Olivier de Wree Sigilla comitum Flandriae (Bruges, 1639) és Theodorus Hoepingk De sigillorum prisco et novo jure tractatus című művei (Nürnberg, 1642). A tudományág alakítására nagy hatást gyakorolt a történelmi segédtudománynak, a paleográfiának a megteremtőjeként is számontartott francia bencés szerzetes, Jean Mabillon De re diplomatica (1681) és a pecséttan megteremtőjének tekintett német teológusnak, Johann Michael Heinecciusnak a De veteribus Germanorum aliarumque nationalum sigillis (1710) című műve. Angliában a heraldika jeles alakja, egyúttal antikváriusként és politikusként is tevékeny John Anstis egy jelentős tanulmányt állított össze a pecsétekről "Aspilogia" címmel, ami viszont kéziratban maradt, nem adta ki, így az első, Angliában a pecséttannal foglalkozó, nyomtatásban is megjelent mű John Lewis egy kevésbé részletes traktátusa volt, Dissertation on the Antiquity and Use of Seals in England címmel (1740). A 19. század második felében a szigillográfiát német tudósok, köztük Hermann Grotefend és Otto Posse, valamint francia tudósok, köztük Louis Douët d'Arcq és Germain Demay fejlesztették tovább.
A bizánci kutatások egyik fontos tudományterülete a pecséttan, amely magába foglalja a bizánci ólompecsétlenyomatok, valamint a rajta lévő szövegek és képek tanulmányozását. Jelentősége mind a fennmaradt bizánci dokumentumok szűkösségéből, mind a nagyszámú, több mint 40 000 fennmaradt pecsétből adódik.